# Näbbvalar
Näbbvalar (Ziphiidae) är en familj inom underordningen tandvalar. Näbbvalarna är större än delfinerna men mindre kända hos allmänheten. De är idag de enda havslevande däggdjuren som har utvecklad sekundära könskarakteristika, då hanarnas tänder skiljer sig från honornas tänder. Det finns ett 20-tal beskrivna arter men vissa av dem har aldrig observerats i det vilda utan bara beskrivits utifrån ilandflutna kadaver.

## Utseende
Näbbvalar kännetecknas av sin nos som är långt utdragen ur huvudet. Hos några arter är övergången till nosen markant avgränsad så att nosen liknar fåglarnas näbb. Näbbvalarnas kroppslängd ligger mellan 4 och 13 meter. Vikten varierar mellan 1 och 11 ton.
De flesta näbbvalar har i underkäken två eller fyra tänder och inga tänder alls i överkäken. Bara den tasmanska valen (Tasmacetus shepherdi) har små tänder i överkäken som är användbara. Hos några arter har endast hanarna två framåtriktade tänder som liknar betar. Dessa tänder används vid strider mot varandra och kan orsaka flera ärr på kroppen.

## Levnadssätt
Näbbvalar lever i det öppna havet och förekommer i alla oceaner. De livnär sig främst av bläckfiskar. För att fånga byten har de ett särskilt bra utvecklat tungben. Med hjälp av tungbenet skapar de ett undertryck och suger upp födan. Näbbvalar dyker djupt och vissa individer har observerats 800 till 1000 meter under vattenytan. Nyare studier visade att småhuvudvalen når 2992 meters djup och Blainvilles näbbval dyker till 1200 meters djup .
Det är inte mycket känt om arternas beteende då de sällan iakttas på havet. Vanligen observeras mindre grupper med upp till 6 medlemmar. Ett undantag är arnoux' näbbval (Berardius arnuxii) som ofta bildar flockar med 6 till 10 individer och vid ett tillfälle dokumenterades en grupp med cirka 50 exemplar. Informationen kommer ofta från strandade individer. Till exempel hittades av grays näbbval 28 strandade exemplar vid samma tillfälle.

## Näbbvalar och människor
Släktena Berardius och Hyperoodon jagas av människor. Ett hot för alla arter är havets nedsmutsning med gifter och främmande föremål.
Enligt en studie som utfördes 2009 reagerar näbbvalar känsligare mot sonar än andra däggdjur i havet. På grund av denna teknik kommer valen för snabbt till vattenytan. Vissa individer drabbas av tryckfallssjuka som kan leda till döden.

## Systematik
Ibland används det vetenskapliga namnet Hyperoodontidae för familjen men Ziphiidae är mera etablerat.
Familjen innehåller 6 släkten med omkring 20 arter, följande lista är enligt Wilson & Reeder (2005) med tillägg av M. hotaula.
- Släktet Tasmacetus
  - T. shepherdi tasmansk val
- Släktet Berardius
  - B. arnouxii arnoux' näbbval
  - B. bairdii bairds näbbval
- Släktet Ziphius
  - Z. cavirostris småhuvudval
- Släktet Hyperoodon
  - H. ampullatus nordlig näbbval
  - H. planifrons sydlig näbbval
- Släktet Indopacetus
  - I. pacificus longmans näbbval
- Släktet Mesoplodon
  - M. bidens sowerbys näbbval
  - M. bowdoni andrews näbbval
  - M. carlhubbsi bågnäbbval
  - M. densirostris blainvilles näbbval
  - M. europaeus gervais näbbval
  - M. ginkgodens ginkgotandad näbbval
  - M. grayi grays näbbval
  - M. hectori hectors näbbval
  - M. layardii layards näbbval
  - M. mirus trues näbbval
  - M. perrini
  - M. peruvianus
  - M. stejnegri stejnegers näbbval
  - M. traversii
  - M. hotaula[3]